# ASC Daco-Getica Boekarest
ASC Daco-Getica Boekarest is een Roemeense voetbalclub uit Boekarest. De club werd in 1992 opgericht als Juventus Colentina Boekarest, maar veranderde later de naam in CS Juventus Boekarest. De club speelt sinds het seizoen 2010/2011 in de Liga 2, na jaren in de derde klasse te hebben gespeeld. In 2012 degradeerde de club weer. In 2016 kon de club terugkeren in de tweede klasse. Na één jaar kon de club al doorstoten naar de hoogste klasse. De club degradeerde na één seizoen. Op verzoek van de Italiaanse club Juventus Turijn veranderde de club de naam in de zomer van 2018 naar ASC Daco-Getica Boekarest. Tijdens seizoen 2019/20 trok de club zich na dertien speeldagen terug uit de competitie.

## Bekende spelers
- Ciprian Tătărușanu
- Ciprian Petre
- Ovidiu Stoianof
- Mircea Bornescu